# Karolína Kurková

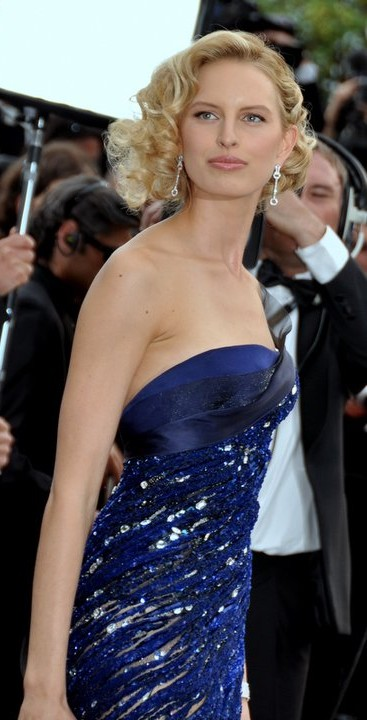
Kurková la Festivalul de Film de la Cannes 2011

Karolína Isela Kurková (n. 28 februarie 1984, de obicei scris Karolina Kurkova) este o fostă fotomodel cehă, cel mai bine cunoscută pentru că a fost Victoria's Secret Angel și actriță aspirantă. Mario Testino a spus despre Kurková: „Proporțiile corpului și feței, precum și nivelul ei de energie, fac din ea un model care s-ar putea potrivi în aproape orice moment.”  Redactorul Vogue, Anna Wintour a numit-o „următorul supermodel”.